# Мохамед Алі Монсер
Мохамед Алі Монсер (фр. Mohamed Ali Moncer, нар. 28 квітня 1991, Сфакс) — туніський футболіст, півзахисник клубу «Сфаксьєн» та національної збірної Тунісу.

## Клубна кар'єра
У дорослому футболі дебютував 2010 року виступами за команду клубу «Сфаксьєн», кольори якої захищає й донині.

## Виступи за збірну
2015 року, попри відсутність досвіду виступів за збірну, був включений до заявки національної збірної Тунісу для участі у тогорічному розіграші Кубка африканських націй в Екваторіальній Гвінеї. Першою грою у формі збірної став товариській матч проти національної збірної Алжиру, проведений напередодні цього турніру. Безпосередньо на континентальній першості вийшов в основному складі тунісців у першій грі проти збірної Кабо-Верде і відкрив рахунок гри на 70-й хвилині (для перемоги цього голу виявилося недостатньо, гра закінчилася унічию 1:1).
| Дата       | Місто   | Господарі | Результат | Гості      | Турнір                                   | Голи | Примітки         |
| ---------- | ------- | --------- | --------- | ---------- | ---------------------------------------- | ---- | ---------------- |
| 11-01-2015 | Радес   | Туніс     | 1 – 1     | Алжир      | товариський матч                         | -    | Вийшов на заміну |
| 18-01-2015 | Ебебіїн | Туніс     | 1 – 1     | Кабо-Верде | Кубок африканських націй 2015 - 1-й етап | 1    |                  |
| Усього     |         | Матчів    | 2         |            | Голів                                    | 1    |                  |